# Stenocranus sapporensis
Stenocranus sapporensis är en insektsart som beskrevs av Matsumura 1935. I den svenska databasen Dyntaxa används istället namnet Stenocranus minutus. Stenocranus sapporensis ingår i släktet Stenocranus och familjen sporrstritar. Arten är reproducerande i Sverige. Inga underarter finns listade i Catalogue of Life.